# Groupe d'armées Sud
Le groupe d'armées Sud (en allemand Heeresgruppe Süd) était une unité de commandement de la Heer der Wehrmacht (armée de terre de l'Allemagne nazie) durant la Seconde Guerre mondiale. Il y eut quatre unités de commandement qui ont porté tour à tour ce nom, sans avoir aucun lien entre elles. Le terme Süd renvoie simplement à la position géographique des armées engagées.

## Heeresgruppe Süd (1939-1941)

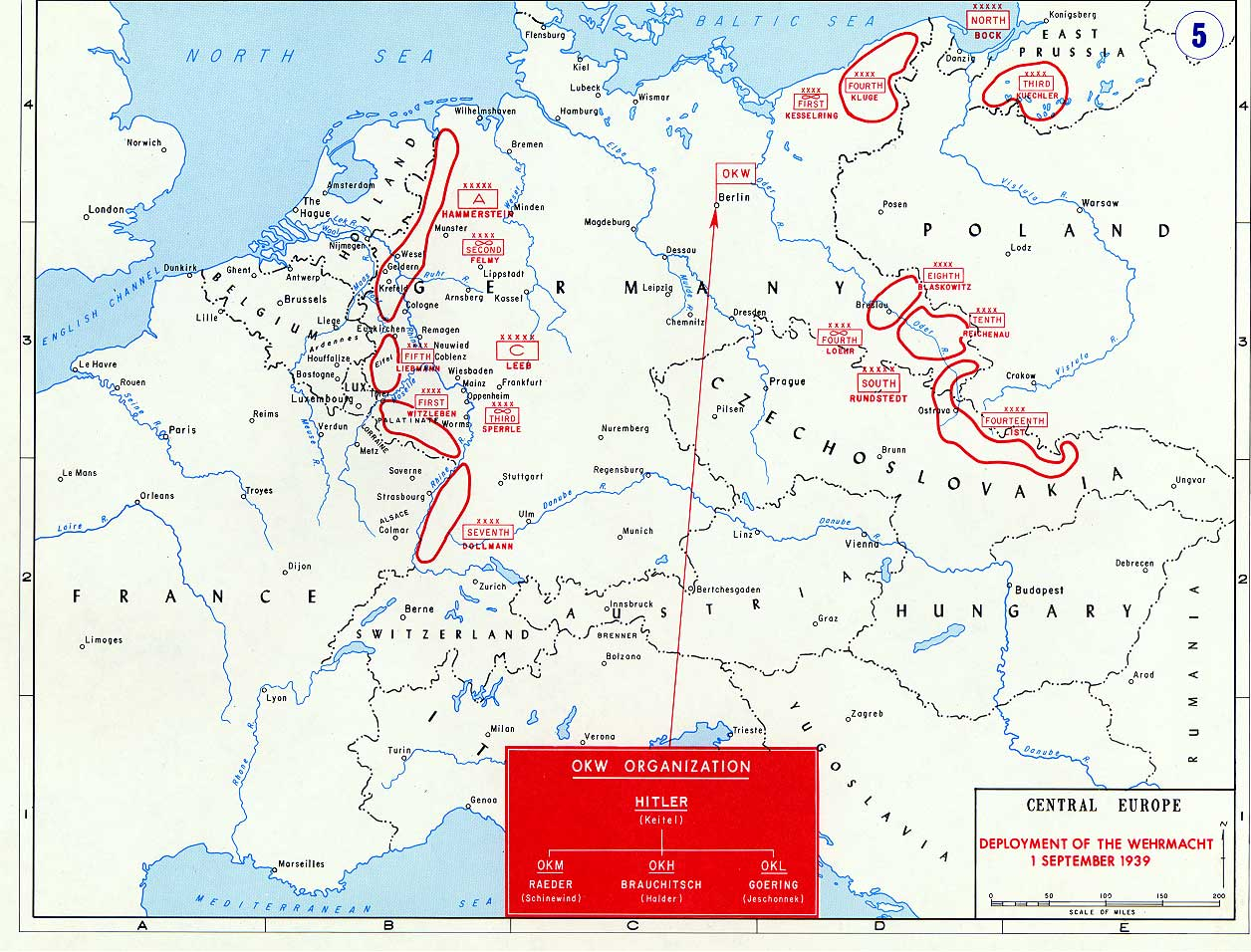
Situation des troupes allemandes au 1 septembre 1939

Le premier Heeresgruppe Süd existe d'abord sous le nom d'Armee-Oberkommandos 12 (AOK 12), une nouvelle unité de commandement crée pour l'invasion de la Pologne. L'Armee-Oberkommandos 12 du général von Rundstedt change de nom pour Heeresgruppe Süd le 2 septembre 1939.

### Commandement
| Date                            | Commandant         | Chef d'état-major  |
| ------------------------------- | ------------------ | ------------------ |
| 25 août 1939 au 3 décembre 1941 | Gerd von Rundstedt | Erich von Manstein |

### Organigramme
Unité organique du groupe d'armées Sud
- Heeresgruppen-Nachrichten-Regiment 570

Unités sous le commandement du groupe d'armées Sud
| Date      | Unités                                                                                           |
| --------- | ------------------------------------------------------------------------------------------------ |
| 1939      |                                                                                                  |
| Septembre | 8e armée, 10e armée, 14e armée                                                                   |
| Octobre   | Grz.Abschn. Nord (AOK 3), Grz.Abschn. Mitte (AOK 8, plus tard AOK 5), Grz.Abschn. Süd (A.Abt. A) |

Cette unité de commandement change de nom le 8 octobre 1939 pour devenir l'Oberbefehlshaber Ost afin de diriger les unités de la Feldheeres (de) (l’armée de terre de campagne) stationnées dans les régions de la Pologne annexées au Reich et en Prusse-Orientale.

## Heeresgruppe Süd (1941-1942)
La Wehrmacht met en place en 1941 trois groupes d'armées pour envahir l'Union soviétique (opération Barbarossa). Le Heeresgruppe A change de nom pour devenir un nouveau Herresgruppe Süd le 22 juin 1941.

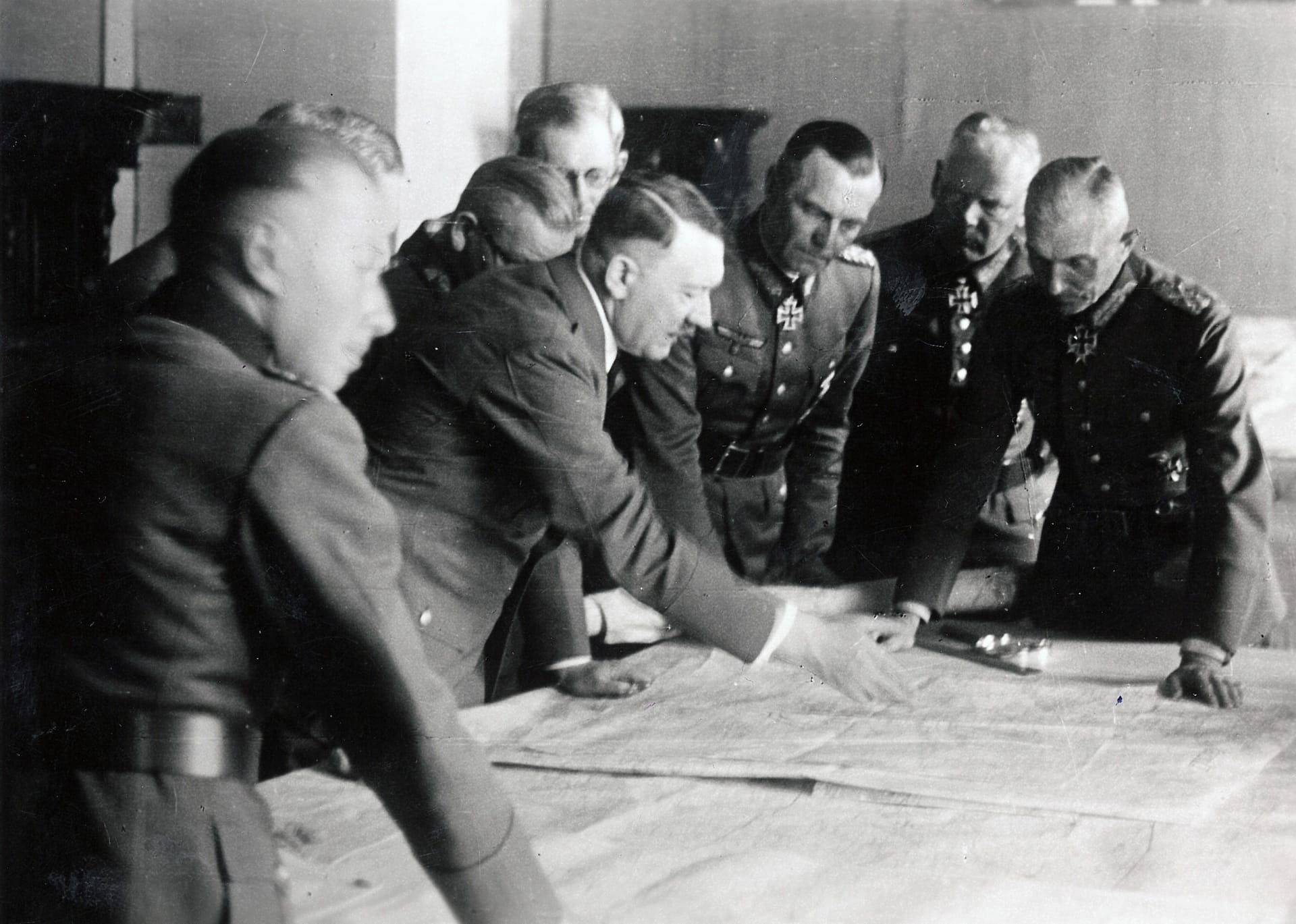
Photo prise le 1 juin 1942 au Grand Quartier général du Heeresgruppe Süd à Poltava (ville). Autour de la table en partant de la gauche : Adolf Heusinger (de profil), Adolf Hitler, Georg von Sodenstern (tête à peine visible), Maximilian von Weichs (seule la tête est visible), Friedrich Paulus, Eberhard von Mackensen et Fedor von Bock.

### Commandement
| Période                              | Commandant                                |
| ------------------------------------ | ----------------------------------------- |
| 1er décembre 1941 au 12 janvier 1942 | Generalfeldmarschall Walter von Reichenau |
| 12 janvier 1942 au 9 juillet 1942    | Generalfeldmarschall Fedor von Bock       |

### Organigramme
Unités sous le commandement du groupe d'armées Sud
| Date    | Armées |
| ------- | --- |
| 1941    | |
| Juin    | 6e armée, Panzergruppe 1, 17e armée, 11e armée                                                                        |
| 1942    | |
| Février | 2e armée, 6e armée, Armeegruppe v. Kleist, 11e armée                                                                  |
| Juin    | 2. Armee, 4. Panzer-Armee, 2e armée hongroise, 6. Armee, 1. Panzer-Armee, 17. Armee, Gruppe v. Wietersheim, 11. Armee |
| Juillet | Armeegruppe v. Weichs, 6e armée, 1re Panzer Armee, 17e armée, Gruppe v. Wietersheim, 11e armée                        |

### Changement de dénomination
Le Heeresgruppe Süd change de nom pour Heeresgruppe B le 9 juillet 1942 lors de la mise en place de l'Opération Fall Blau.

## Heeresgruppe Süd (1943-1944)
Le 12 février 1943, les états-majors du groupe d'armées Don et du groupe d'armées B sont fusionnés et désignés sous le nom de Herresgruppe Süd.

### Commandement
| Période                         | Commandant                              |
| ------------------------------- | --------------------------------------- |
| 12 février 1943 au 25 mars 1944 | Generalfeldmarschall Erich von Manstein |

### Organigramme
Unités faisant partie du groupe d'armées
| Date      | Armées                                                                                 |
| --------- | -------------------------------------------------------------------------------------- |
| 1943      |                                                                                        |
| Mars      | Armeeabteilung Kempf, 4e Panzer Armee, 1re Panzer Armee, Armee-Abteilung Hollidt       |
| Avril     | Armeeabteilung Kempf, 6e armée, 1re Panzer Armee, 4e Panzer Armee                      |
| Juillet   | Armee-Abteilung Kempf, 6e armée, 8e armée, 1re Panzer Armee                            |
| Septembre | 4e Panzer Armee, 8e armée, 1re Panzer Armee, 6e armée                                  |
| Octobre   | 4e Panzer Armee, 8e armée, 1re Panzer Armee                                            |
| Novembre  | 4e Panzer Armee, 8e armée, 1re Panzer Armee, Wehrmachts-Befehlshaber Ukraine           |
| 1944      |                                                                                        |
| Janvier   | 4e Panzer Armee, 8e armée, 6e armée, 1re Panzer Armee, Wehrmachts-Befehlshaber Ukraine |
| Février   | 4e Panzer Armee, 1re Panzer Armee, 8e armée, 6e armée                                  |

### Changement de dénomination
Le Heeresgruppe Süd change de nom pour Heeresgruppe Nordukraine le 25 mars 1944.

## Heeresgruppe Süd (1944-1945)
Le 23 septembre 1944, le Heeresgruppe Südukraine est renommé Heeresgruppe Süd, alors qu'il participe aux opérations en Hongrie.
| Période                                | Commandant                         |
| -------------------------------------- | ---------------------------------- |
| 25 septembre 1944 au 28 décembre 1944  | Generaloberst Johannes Frießner    |
| 28 décembre 1944 jusqu'au 25 mars 1945 | General der Infanterie Otto Wöhler |

### Organigramme
Unités sous le commandement du groupe d'armées Sud
| Date     | Armées                                                            |
| -------- | ----------------------------------------------------------------- |
| 1944     |                                                                   |
| Octobre  | Armeegruppe Wöhler, 6e armée, 3. Ungarische Armee                 |
| Novembre | Armeegruppe Wöhler, Armeegruppe Fretter-Pico, 2. Ungarische Armee |
| Décembre | Armeegruppe Wöhler, 6e armée, 3. Ungarische Armee                 |
| 1945     |                                                                   |
| Janvier  | Armeegruppe Balck, 8e armée, 2e Panzer Armee                      |
| Avril    | 8e armée, 6e Panzer Armee, 6e armée, 2e Panzer Armee              |

### Changement de dénomination
À la fin de la guerre, en avril 1945, il change une dernière fois de nom pour devenir le Heeresgruppe Ostmark.